# NWE Nr. 1 bis 3
Die NWE Nr. 1–3 waren drei von der Mecklenburgische Waggonfabrik-Aktiengesellschaft 1896 hergestellte zweiachsige Schmalspurlokomotiven für die Nordhausen-Wernigeroder Eisenbahn-Gesellschaft (NWE).

## Geschichte
Schon für den Bau der Nordhausen–Wernigeroder Eisenbahn wurden diese leichten Lokomotiven eingesetzt. Später waren sie vorwiegend im Rangierdienst tätig.
Die Lokomotive Nr. 2 wurde wegen eines Kesselschadens bereits 1936 ausgemustert. Die beiden anderen wurden 1949 von der Deutschen Reichsbahn mit übernommen und mit den Nummern 99 5804 (Nr. 1) und 99 5803 (Nr. 3) bezeichnet.
Die erstere Lok wurde 1960 abgestellt, die zweite kam 1961 zur Strecke Reichenbach (Vogtland)–Oberheinsdorf, wo sie bis zur Streckenstilllegung 1963 im Einsatz war, danach kam sie zurück und wurde im Juli 1967 ausgemustert und im November verschrottet.

## Technische Merkmale
Die Lokomotiven verfügten über einen Außenrahmen, im vorderen Teil des Rahmens war ein Wasserbehälter eingebaut, die Einfüllstutzen waren auf der Verkleidung für die Dampfrohre zu den Zylindern. Die Kohle war rechts und links des Kessels untergebracht.
Der Antrieb erfolgte über einen Heusinger-Steuerung auf die zweite Achse. Eventuell besaßen die Lokomotiven bei Ablieferung Kobelschornsteine.
Die 99 5803 erhielt für den Einsatz in Reichenbach noch eine Druckluftbremse.

## Varia
Die Lokomotive 99 5804 war 1983 Vorlage für eine Briefmarke der DDR.